# Blažuj (Tomislavgrad, BiH)
Blažuj je naseljeno mjesto u općini Tomislavgrad u Federaciji Bosne i Hercegovine u Bosni i Hercegovini.

## Stanovništvo

### 1991.
Nacionalni sastav stanovništva 1991. godine bio je sljedeći:
ukupno: 325
- Hrvati – 174 (53,54 %)
- Muslimani – 146 (44,92 %)
- Srbi – 3 (0,92 %)
- ostali, neopredijeljeni i nepoznato – 2 (0,62 %)

### 2013.
Nacionalni sastav stanovništva 2013. godine bio je sljedeći:
ukupno: 332
- Hrvati – 208 (62,65 %)
- Bošnjaci – 124 (37,35 %)